# Infinity on High
Infinity on High ist das dritte Studioalbum der US-amerikanischen Alternative-Rock-Band Fall Out Boy. Es erschien in den Vereinigten Staaten am 6. Februar 2007 bei Island Records (einem Sublabel der Universal Music Group). Mit über 260.000 verkauften Einheiten alleine in der ersten Woche und Platz 1 der Album-Charts in den Vereinigten Staaten und Neuseeland ist es kommerziell gesehen das bisher erfolgreichste Album der Band.

## Entstehung und Aufnahme
Die erste Arbeiten am neuen Album begannen Ende 2005 während der Tournee zum Vorgängeralbum From Under the Cork Tree, als Stump und Wentz begannen an neuen Songs zu schreiben. Ziel war es laut Aussage der Band bereits im Sommer 2006 mit den Aufnahmen zu beginnen, um das Album so zeitnah wie möglich nach From Under the Cork Tree herauszubringen. Daher wollte die Band schon eher mit den Aufnahmen beginnen, das Plattenlabel untersagte dies aufgrund der ausstehenden Konzerte aber. Wie schon bei den Vorgängeralben war Pete Wentz hauptsächlich für die Texte und Patrick Stump für die Musik verantwortlich. Bereits im November 2005 hatte die Band neun aufnahmefertige Songs geschrieben. Während des Schreibprozesses arbeite die Band außerdem an kleineren Nebenprojekten. So steuerten sie eine Coverversion des Songs What’s This? für die überarbeitete 3D-Fassung des Films Nightmare Before Christmas bei und erstellten einen Remix ihres Stückes Of All the Gin Joints in All the World für den Film Snakes on a Plane.
Währenddessen begann die Band mit der Suche nach einem Produzenten. Neal Avron, der bereits das Vorgängeralbum produzierte, wurde auch für Infinity on High als Produzent eingesetzt. Ursprünglich wurden mit ihm 14 Songs aufgenommen, von denen es elf auf das Album schafften. Des Weiteren erklärte die Band, dass sie gerne mit dem Musiker Babyface zusammenarbeiten würden. Daraufhin erklärte sich Babyface dazu bereit zwei Songs mit Fall Out Boy aufzunehmen, die als I’m Like a Lawyer with the Way I’m Always Trying to Get You Off (Me + You) und Thnks fr th Mmrs veröffentlicht wurden. Der Song Don’t You Know Who I Think I Am? wurde von Butch Walker und Sänger Patrick Stump zusammen produziert.
Sechs Wochen vor dem Beginn der eigentlichen Aufnahmen begann die Band in Chicago mit den Aufnahmevorbereitungen, die von Neal Avron geleitet wurden. Dabei wurden neben den letzten Schritten im Schreibprozess auch die ersten Rohaufnahmen gemacht. Die eigentlichen Aufnahmen fanden zwischen Juli und Oktober 2006 statt. Der Großteil der Aufnahmen fand in den Pass Studios in Los Angeles statt, die von Babyface produzierten Songs wurden allerdings im Brandon’s Way Recordings aufgenommen. Auch Don’t You Know Who I Think I Am?, welches von Butch Walker und Patrick Stump produziert wurde, stammt aus den Chung King Studios in New York City.
Nach den fertigen Aufnahmen wollte die Band noch einen unerwarteten Gastmusiker in das Album bringen. Man entschied sich schließlich für den damaligen Präsident des Plattenlabels, den Rapper Jay-Z. Dieser befand sich zu diesem Zeitpunkt auf Tournee in Australien, also nahm er seinen Teil, das Intro und das Outro des Songs Thriller, in Australien auf. Der Rapper Kanye West steuerte einen Remix zu This Ain’t a Scene, It’s an Arms Race bei, dieser konnte aber nicht mehr auf dem Album veröffentlicht werden und erschien erst im Juli 2007.

## Promotion und Veröffentlichung
Als erster Song wurde This Ain’t a Scene, It’s an Arms Race der Öffentlichkeit vorgestellt, als die Band ihn am 21. November 2006 bei den American Music Awards spielte. Am selben Abend begann die Ausstrahlung im Radio. Kurz vor dem Veröffentlichungsdatum spielte die Band im Rahmen der „Friends or Enemies Tour“ 15 Auftritte in den Vereinigten Staaten zusammen mit New Found Glory, The Early November, Permanent Me und Lifetime.
Zwei Wochen vor dem geplanten Veröffentlichungstermin wurde das Album ungewollt im Internet veröffentlicht. Daraufhin veröffentlichte die Band am Erscheinungsdatum des Albums im Internet eine Live-EP, die bei einem Auftritt in London aufgenommen wurde, da es im Vorfeld zu vielen Spekulationen über eine Vorverlegung des Veröffentlichungsdatums gab.
Das Album selber erschien in den Vereinigten Staaten am 6. Februar 2007, im deutschsprachigen Raum erschien es etwa einen Monat später.
Am Tag der Veröffentlichung gaben Fall Out Boy drei kostenlose Konzerte in drei verschiedenen Städten der Vereinigten Staaten. Morgens spielten sie ein Konzert auf dem Times Square in New York City, Mittags gab es einen Auftritt in der Heimatstadt Chicago. Der letzte Gig wurde Abends in Los Angeles absolviert. Anschließend ging die Band auf Welttournee, dem Auftakt machten Engagements auf der „Honda Civic Tour“ und der „Young Wild Things Tour“.

## Texte
Wie bei der Band üblich, verfasste Bassist Pete Wentz einen Großteil der Texte.
Thriller ist ein Rückblick auf das vorangegangene Jahr aus Sicht der Band. Dabei wird auch die Therapie nach Wentz Selbstmordversuch, den er 2006 mit dem Beruhigungsmittel Ativan beging, angesprochen. Während Rapper Jay-Z das Intro spricht, lesen Stump und Wentz im Hintergrund leise negative Rezensionen der Vorgängeralben vor.
Auch der zweite Song des Albums, „The Take Over, the Breaks Over“, hat Bezug auf die Band selber. In dem Song geht es um das Berühmt sein und den Konkurrenzkampf zwischen Prominenten.
Ein ähnliches Thema wird in Golden besprochen. Der Titel bezieht sich auf eine Goldene Schallplatte. Mit dem Lied will die Band aussagen, was für negative Auswirkungen Erfolg auf den Musikstil einer Band haben kann. Auch Don’t You Know Who I Think I Am? behandelt die Erwartungen der Gesellschaft an Prominenten und kritisiert die Haltung der Medien zu Berühmtheiten.
This Ain’t a Scene, It’s an Arms Race behandelt ebenfalls das Thema der plötzlichen Berühmtheit und die damit verbundenen Umstände, wie die übertriebene Anhimmlung von Stars. Außerdem erzählte Wentz dem Rolling Stone, dass der Song seine Frustration über die wachsende Emo-Szene zum Ausdruck bringe.
Im vierten Titel des Albums, I’m Like a Lawyer with the Way I’m Always Trying to Get You Off (Me & You), geht es um ein Paar, dessen Liebe zum Scheitern verurteilt ist. Sie müssen feststellen, dass es in ihrer Beziehung an Liebe fehlt. Um nicht erwiderte Liebe geht es in The (After) Life of the Party. The Carpal Tunnel of Love soll ein Liebeslied aus einer anderen Perspektive darstellen. Auch in Bang the Doldrums geht es um Liebe. Bassis Pete Wentz meint zu dem Song: „Es geht in gewisser Weise um eine Situation, in der du mit jemandem befreundet bist, obwohl du eigentlich weißt, dass es nicht sein sollte.“
In Hum Hallelujah erzählt Pete Wentz über seinen gescheiterten Selbstmordversuch im Jahre 2005. Das „Hallelujah“ wurde dabei vom Lied Hallelujah des kanadischen Sängers Leonard Cohen adaptiert. Laut Wentz lief eine Version des Sängers Jeff Buckley im Radio, als er versuchte sich das Leben zu nehmen.
Thnks fr th Mmrs hat zum Thema, wie sich Menschen gegenseitig ausnutzen können. Bassist Wentz nannte gegenüber dem Kerrang-Magazin, dass einige Leute immer noch eine Beziehung führen, ohne sich zu lieben.

## Artwork
Das Foto des Plattencovers stammt von der Künstlerin Pamela Littky, die schon für das Cover von From Under the Cork Tree zuständig war und auch für die späteren Alben Fall Out Boys die Fotos machte. Für das Set war Todd Fjelsted zuständig, der auch bei Liveauftritten der Band als Bühnenbilddesigner tätig ist. Chuck Anderson war für die Fotobearbeitung zuständig.
Das Cover zeigt ein geflügeltes Schaf, das in einem Schlafzimmer steht. Die Wände bestehen aus einem Sternenhimmel, an der hinteren Wand ist eine Tür zu sehen, die in einen Kleiderraum führt. Rechts neben der Tür sind rote Tücher gespannt, dahinter befinden sich Kürbisse und ein Rabe. Auf der linken Bildseite hinter dem Schaf ist ein Bett zu sehen, darüber hängt eine Kuckucksuhr. Das Cover wurde von einigen Kritikern mit dem Märchen Peterchens Mondfahrt assoziiert. Das Booklet zeigt Fotos der Bandmitglieder im Stil von Tarotkarten.

## Titelliste

### CD
| #   | Titel                                                                      | Länge | Produzent                   |
| --- | -------------------------------------------------------------------------- | ----- | --------------------------- |
| 1.  | Thriller (feat. Jay-Z)                                                     | 3:30  | Neal Avron                  |
| 2.  | „The Take Over, the Breaks Over“ (feat. Chad Gilbert, Ryan Ross)           | 3:34  | Neal Avron                  |
| 3.  | This Ain’t a Scene, It’s an Arms Race                                      | 3:32  | Neal Avron                  |
| 4.  | I’m Like a Lawyer with the Way I’m Always Trying to Get You Off (Me & You) | 3:31  | Babyface                    |
| 5.  | Hum Hallelujah                                                             | 3:50  | Neal Avron                  |
| 6.  | Golden                                                                     | 2:32  | Neal Avron                  |
| 7.  | Thnks fr th Mmrs                                                           | 3:21  | Babyface                    |
| 8.  | Don’t You Know Who I Think I Am?                                           | 2:51  | Butch Walker, Patrick Stump |
| 9.  | The (After) Life of the Party                                              | 3:21  | Neal Avron                  |
| 10. | The Carpal Tunnel of Love                                                  | 3:23  | Neal Avron                  |
| 11. | Bang the Doldrums                                                          | 3:31  | Neal Avron                  |
| 12. | Fame < Infamy                                                              | 3:06  | Neal Avron                  |
| 13. | You’re Crashing, but You’re No Wave                                        | 3:42  | Neal Avron                  |
| 14. | I’ve Got All This Ringing in My Ears and None on My Fingers                | 4:06  | Neal Avron                  |

Darüber hinaus gibt es diverse Sondereditionen, die je nach Region verschiedene Bonussongs enthalten. Dies waren überwiegend unveröffentlichte Songs oder Livemitschnitte.

## Singleauskopplungen
Die erste Single, This Ain’t a Scene, It’s an Arms Race, erreichte in Neuseeland Platz 1 der Single-Charts, in den Vereinigten Staaten und dem Vereinigten Königreich erreichte das Lied Platz 2. Mit Australien und Irland schaffte es die Single in zwei weiteren Länder unter die Top 5. Des Weiteren platzierte sich die Single in Frankreich, Kanada, Schweden, Österreich, Deutschland und der Schweiz in den Single-Charts.
The Carpal Tunnel of Love, die zweite Singleauskopplung, war kommerziell weniger erfolgreich. Lediglich in den Vereinigten Staaten erreichte die Single Platz 81 der Charts und konnte sich eine Woche unter den Top 100 halten.
Kommerziell wieder erfolgreicher war die dritte Singleauskopplung, Thnks fr th Mmrs, konnte allerdings auch nicht an die Charterfolge von This Ain’t a Scene, It’s an Arms Race anknüpfen. In Australien erreichte die Single mit Rang 3 die höchste Chartplatzierung. In Neuseeland, den Vereinigten Staaten, Kanada, dem Vereinigten Königreich und Irland kam der Song unter die Top 20. Weitere Chartplatzierungen wurden in Schweden, Deutschland und Österreich erreicht.
The Take Over, the Breaks Over stieg in Australien, Irland, Neuseeland und dem Vereinigten Königreich in die Charts ein, konnte sich aber in keinem dieser Länder die Top 10 erreichen.
Die letzte Singleauskopplung, I’m Like a Lawyer with the Way I’m Always Trying to Get You Off (Me + You), erreichte die Charts in Australien, Neuseeland, den Vereinigten Staaten und dem Vereinigten Königreich. Die höchste Platzierung wurde in Australien mit Platz 28 belegt.

## Musikvideos
Zu jeder der Singleauskopplungen des Albums wurde ein Musikvideo gedreht, daraus ergeben sich also fünf Videos.
Beim Video zu This Ain’t a Scene, It’s an Arms Race führte Alan Ferguson Regie. Das Video beginnt mit dem Ende des Videos zu Dance, Dance. Während Fall Out Boy von der Bühne gehen, sieht man, dass die meisten Zuschauer nur Pappaufsteller sind. Das Video zeigt viele stereotypische Szenen aus dem Leben eines Prominenten, wie den Umgang mit Paparazzi. Nach dem Auftritt sieht man die Band bei einer Aufnahme im Studio mit einem Hip-Hop-Produzenten, was eine Anspielung auf die Mitarbeit am Song One & Only von Timbaland ist. Diese Aufnahme endet in einem Konflikt, da Joe Trohman versehentlich eine Flasche Schnaps zerstört. Daraufhin sieht man Fall Out Boy eine wilde Party in einem Hotelzimmer feiern die damit endet, dass Wentz aus dem Fenster stürzt. Unterbrochen wird diese Szene durch zwei weitere Szenen. Die erste zeigt ein Fotoshooting mit Pete Wentz, in dessen Verlauf Pete Wentz der Fotograf mit einem Handy Nacktfotos von Wentz macht welche später im Internet zu sehen sind. Dies ist eine Anspielung darauf, dass tatsächlich Nacktbilder von Wentz auftauchten, die von seinem Handy gestohlen wurden. Die zweite Unterbrechung zeigt die Gruppe auf einer Party, die vom Ort her an die Playboy Mansion erinnert. Als Nächstes sieht man seine Beerdigung, auf der Stump und ein Gospelchor die Trauergemeinde zum Singen auffordern. Während Trohman ein Gitarrensolo auf Wentz Grab spielt, öffnet dieser sich und Wentz steigt lebendig heraus. Während der Beerdigung sind zahlreiche Charaktere aus alten Videos der Band zu sehen. Daraufhin sieht man Wentz erwachen und es stellt sich heraus, dass die Geschichte nur ein Traum war. Unterdessen stellt Andy Hurley fest, dass sie zu spät zu einem Auftritt kommen, zu dem sie kurz darauf hinfahren. Am Ende sieht man die Band auf der Bühne stehen und den Song spielen.
Das Video zu The Carpal Tunnel of Love ist ein Zeichentrickfilm mit den Charakteren und dem typischen Stil der Serie Happy Tree Friends. Dabei sind auch Fall Out Boy kurz in dem Video zu sehen, sie tauchen in Gestalt von Bären in einem Café auf und sterben wie fast alle Charaktere im Laufe des Videos.
Thnks fr th Mmmrs wurde ebenfalls unter den Regieanweisungen von Alan Ferguson gedreht. In der Auftaktszene sieht man wie Patrick Stump fragt, ob der Videodreh in der Form eine gute Idee sei, worauf Pete Wentz antwortet, dass die Crew aus Visionären bestünde. Kurz nachdem die Band mit dem Stück anfangen hat, werden sie von Affengebrüll unterbrochen. Daraufhin sieht man, dass außer Fall Out Boy nur Affen anwesend sind und sämtliche Funktionen am Set übernehmen. Im Laufe des Videos wird Andy Hurley im Schlagzeug durch einen Affen ersetzt und aus dem Studio geworfen. Pete Wentz will das Set ebenfalls verlassen, nachdem sich der Regisseur in seine Kussszene einmischt, kann aber durch einen Kuss der Schauspielerin zum Bleiben überredet werden. Am Ende des Videos hatte Pete Wentz genug von den Affen, hält sich nicht an die Choreografie und zerstört die Bühnendekoration.
Auch im Video zu „The Take Over, the Breaks Over“ führt Alan Ferguson Regie. Das Video wird aus Sicht von Pete Wentz Hund erzählt. Anfangs sieht man Pete Wentz mit seinem Hund Hemingway auf einem Sofa liegen, während die Kamera in die Gedanken des Hundes geht und dabei ein paar ältere Fall Out Boy-Songs gespielt werden. Anschließend sieht man die Band in einem leeren Raum spielen, während merkwürdige Dinge passieren die alle etwas mit Hunden zu tun haben. So regnet es zum Beispiel Knochen, Briefträger und als Katzen verkleidete Frauen fangen an zu tanzen und Patrick Stump verwandelt sich in den Kopf einer Katze oder ein Stück Fleisch. Währenddessen werden immer wieder die Reaktionen des Hundes gezeigt. Während des Gitarrensolos erscheint ein wütender Mob und beschimpft die Musiker für die Veränderung des Stils. Doch der Hund schafft es, die Gemüter zu besänftigen, und der Mob fängt an zur Musik zu tanzen. Das Lied endet abrupt und man sieht, wie der Hund von Wentz aufspringt und aus dem Bild läuft. Das Video selber ist in schwarz-weiß gehalten.
Als letztes Video wurde I’m Like a Lawyer with the Way I’m Always Trying to Get You Off (Me & You) gedreht. Wieder war Alan Ferguson regieführend. Das Video wurde mit relativ preiswerten Kameras gedreht, das eingesparte Geld kam einem Hilfsprojekt in Uganda zugute. In dem Video geht es um zwei ineinander verliebt ugandische Kinder, die hart arbeiten, um das Schulgeld bezahlen zu können. Im Verlauf des Videos wird das Dorf überfallen und der Junge verschwindet spurlos. Der Junge kommt in Gefangenschaft, während das Mädchen einsam ist. Schließlich gelingt ihm die Flucht und die beiden sind wieder vereint. Zwischendurch sieht man die Band in einem Feld in Uganda musizieren, außerdem werden die Einwohner bei ihren alltäglichen Tätigkeiten gezeigt. Während des Mittelteils ist keine Musik zu hören und am Ende des Videos wird schriftlich darauf hingewiesen, dass tausende Kindersoldaten nie wieder vom Bürgerkrieg in Norduganda zurückgekehrt sind. Dazu wird auch auf die Website einer Hilfsorganisation verwiesen, die Opfern dieses Krieges hilft.

## Beteiligte Musiker

### Fall Out Boy
- Patrick Stump – Gesang, Rhythmusgitarre
- Pete Wentz – Bass, Begleitgesang
- Joe Trohman – Leadgitarre, Begleitgesang
- Andy Hurley – Schlagzeug

### Weitere Musiker
- Ken Wiley – Waldhorn
- Chad Gilbert – Gitarre (in „The Take Over, the Breaks Over“)
- Ryan Ross – Gitarre (in „The Take Over, the Breaks Over“)
- Darrell Leonard – Euphonium
- Jay-Z – Intro und Outro von Thriller
- Babyface – Mandoline, Hammond-Orgel
- Rob Lewis – Streicherarrangements
- Nick Lane – Posaune
- Butch Walker – Begleitgesang
- Sofia Toufa – Begleitgesang[10]
- Lindsay Blaufarb – Begleitgesang[10]

## Rezeption

### Kritiken
Die meisten Rezensionen der Kritiker fielen positiv bis gemischt aus. Bei Metacritic erhielt das Album eine durchschnittliche Bewertung von 75 % aus 23 professionellen Bewertungen. Damit bekam es das Prädikat „generally favorable“ (dt. grundsätzlich positiv).
Großes Lob erhielt das Album vom US-amerikanischen Unterhaltungsmagazin Entertainment Weekly. Kritikerin Jody Rosen schreibt in der Online-Ausgabe, dass die blassen Emo-Jungs von Fall Out Boy mit diesem Album gezeigt haben, dass sie eine gute Soul-Band seien. Besonders habe es ihr der Swing-Einfluss angetan, allerdings findet sie generell Gefallen an der musikalischen Weiterentwicklung der Band. Sie vergibt die amerikanische Schulnote A-, was einer deutschen 1- entspricht.
Auch Corey Apar von Allmusic bewertet das Album eher positiv und vergibt 3,5 von 5 Sternen. Sie lobt vor allem die Varietät und den Stimmeinsatz von Patrick Stump sowie den Schlagzeuger Andy Hurley. Insgesamt meint sie zum Album, dass es zwar Spaß mache das Album anzuhören, allerdings habe Fall Out Boy durch die Tatsache, dass sie ein breites Publikum ansprechen wollen, ihren einzigartigen Stil etwas verloren.
whiskey-soda.de äußert sich ähnlich zu dem Album. Kritiker Tim Lindemann sieht einen schönen Gute-Laune-Macher in diesem Album, das einige Sommerhits hervorbringen könne. Andererseits nähme die Anpassung an die Charttauglichkeit dem Album seine Ecken und Kanten, wodurch es sich zeitweise nach Avril Lavigne oder James Blunt anhöre. Ein besonders Lob erhält das Songwriting und die Vielseitigkeit der Gruppe, die Produktion wird aufgrund der Anpassungen aber kritisiert. Als Gesamtnote enthält Infinity on High von Lindemann die Schulnote 2.
Etwas verhaltener äußert sich Albert Ranner von cdstarts.de. Das Album bekommt sechs von zehn Punkten und Ranner schreibt, dass es künstlich aufgeblasen worden sei, was das Album aber verschlechtere. Wie auch einige andere Kritiker vergleicht Ranner Fall Out Boy mit der Band Maroon 5. Insgesamt fasst Ranner zusammen, dass Infinity on High dank ein paar passablen Stücken und einer guten Produktion zwar leicht überdurchschnittlich sei, in Deutschland aber aufgrund der niedrigen Experimentierfreudigkeit nur wenig Chancen auf die Spitzenpositionen der Charts habe.
Sven Cadario von Plattentests.de ist bezüglich der Bewertung gleicher Meinung. Er meint, ähnlich wie viele andere Kritiker, dass die Produktion und das Arrangement ähnlich wie beim Vorgängeralbum From Under the Cork Tree sehr gut seien. Auf der anderen Seite meint er aber, dass From Under the Cork Tree bezüglich der Hitdichte besser sei. Als Gesamtbewertung erhält das Album von Cadario 6 von 10 Punkten.
Auch Laut.de ist bei der Kritik mit dem Lob sparsamer. Kritiker Benjamin Buntzel ist der Meinung, dass man schon am Plattencover den Stil des Albums erkennen könne. Dieser sei „Auffällig steril, überzeichnet, konsequent poppig“. Des Weiteren bemängelt er, dass zu viele Songs nach demselben Schema aufgebaut seien. Insgesamt schreibt er zu dem Album, dass beim Hören keine Emotionen geweckt werden und die Platte bis ins letzte Detail vermarktet sei, man es sich aber dennoch gut anhören könne. Als Benotung vergibt er 3 von 5 Sterne.

### Preise
Die Band erhielt für das Album einen Kerrang! Award für das beste Video (für This Ain’t a Scene, It’s an Arms Race) sowie einen Teen Choice Award für die beste Rock-Single (Thnks fr th Mmrs).

## Kommerzieller Erfolg

### Chartplatzierungen
In den Vereinigten Staaten, und Neuseeland erreichte das Album Platz 1 der jeweiligen Album-Charts. Weitere Top-10-Platzierungen gab es in Kanada mit Platz 2, im Vereinigten Königreich mit Platz 3, Australien mit Platz 4 und Irland mit Platz 6. Weitere Platzierungen in den jeweiligen Landescharts wurden in Frankreich, Deutschland, Österreich, Schweden, Belgien, Finnland, den Niederlanden und der Schweiz erreicht.
| ChartsChartplatzierungen       | Höchstplatzierung | Wochen |
| ------------------------------ | ----------------- | ------ |
| Deutschland (GfK)              | 25 (7 Wo.)        | 7      |
| Österreich (Ö3)                | 28 (11 Wo.)       | 11     |
| Schweiz (IFPI)                 | 75 (8 Wo.)        | 8      |
| Vereinigte Staaten (Billboard) | 1 (52 Wo.)        | 52     |
| Vereinigtes Königreich (OCC)   | 3 (40 Wo.)        | 40     |

| ChartsJahrescharts (2007)      | Platzierung |
| ------------------------------ | ----------- |
| Vereinigte Staaten (Billboard) | 33          |
| Vereinigtes Königreich (OCC)   | 40          |

### Auszeichnungen für Musikverkäufe
Insgesamt wurde das Album mit einer Goldenen sowie neun Platin-Schallplatten ausgezeichnet. In Kanada, dem Vereinigten Königreich, Neuseeland und den Vereinigten Staaten wurde das Album jeweils einmal mit Platin ausgezeichnet, in Australien wurde es zwei Mal mit der Auszeichnung prämiert.
| Land/Region                  | Auszeichnungen für Musikverkäufe (Land/Region, Auszeichnung, Verkäufe) | Verkäufe  |
| ---------------------------- | ---------------------------------------------------------------------- | --------- |
| Australien (ARIA)            | 2× Platin                                                              | 140.000   |
| Irland (IRMA)                | Platin                                                                 | 15.000    |
| Japan (RIAJ)                 | Gold                                                                   | 100.000   |
| Kanada (MC)                  | Platin                                                                 | 100.000   |
| Neuseeland (RMNZ)            | 2× Platin                                                              | 30.000    |
| Russland (NFPF)              | Platin                                                                 | 20.000    |
| Vereinigte Staaten (RIAA)    | Platin                                                                 | 1.000.000 |
| Vereinigtes Königreich (BPI) | 2× Platin                                                              | 600.000   |
| Insgesamt                    | 1× Gold · 10× Platin ·                                                 | 2.005.000 |